# Смолдарев, Денис Вячеславович
Дени́с Вячесла́вович Смо́лдарев (эст. Deniss Smoldarev; 1 апреля 1990, Нарва-Йыэсуу) — эстонский боец смешанного стиля, выступает на профессиональном уровне начиная с 2009 года. Известен по выступлениям на турнирах организации M-1 Global, был претендентом на титул чемпиона М-1 в тяжёлой весовой категории. Также имеет достижения в боевом самбо, дважды серебряный призёр чемпионатов Европы, бронзовый призёр чемпионата мира.

## Биография
Денис Смолдарев родился 1 апреля 1990 года в городе Нарва-Йыэсуу, Эстонская ССР. В возрасте тринадцати лет начал активно заниматься дзюдо, проходил подготовку в местной секции под руководством тренера Ивана Алексеевича Ключникова. В семнадцать лет вместе с семьёй переехал в Таллин, где продолжил тренироваться у Анатолия Ивановича Сергеева. Позже присоединился к бойцовскому клубу «Гарант», где состоит и поныне.

### Любительская карьера
Неоднократно становился чемпионом и призёром национальных первенств Эстонии по дзюдо, на юношеском уровне выиграл две серебряные и одну бронзовую медали первенств мира. Несколько раз проходил отбор в эстонскую национальную сборную, однако на крупнейших турнирах, чемпионатах Европы и мира, ни разу не выступал.
После окончания школы стал дополнительно осваивать кикбоксинг, выступал на различных турнирах по правилам К-1: является чемпионом Эстонии 2010 года, бронзовым призёром чемпионата Европы в Баку по версии WAKO и бронзовым призёром чемпионата мира в Скопье по версии WAKO.
Также несколько раз выступал на соревнованиях по самбо. По спортивному самбо трижды выигрывал эстонское национальное первенство, взял бронзу на юношеском мировом первенстве в Грузии. По боевому самбо на чемпионате Европы 2010 года в Минске получил серебро, проиграв в финале россиянину Кириллу Сидельникову, в следующем сезоне на аналогичном европейском первенстве в Софии вновь дошёл до финала, в решающем матче потерпел поражение от болгарина Мартина Маринкова. На чемпионате мира 2011 года в Вильнюсе остановился на стадии полуфиналов, получив бронзовую награду.

### Профессиональная карьера
О карьере профессионального бойца ММА Смолдарев начал мечтать ещё в возрасте четырнадцати лет, находясь под впечатлением от выступлений Фёдора Емельяненко. Дебютировал в 2009 году, на турнире в Эстонии встретился с чемпионом страны по дзюдо и самбо Михаилом Васильевым, победив его техническим нокаутом в первом же раунде. Год спустя провёл ещё один бой, в местном промоушене MMA Raju досрочно взял верх над соотечественником Аликом Чейко. Благодаря череде удачных выступлений в 2011 году получил приглашение принять участие в отборочном турнире М-1 Selection, в итоге стал победителем этого турнира: в четвертьфинале рычагом локтя победил азербайджанца Нияза Сафарова, в полуфинальном и финальном поединках победил россиян Дениса Комкина и Ахмеда Султанова.
Став победителем селекции, в 2013 году подписал долгосрочный контракт с организацией M-1 Global и принял участие в гран-при тяжеловесов. В четвертьфинале техническим нокаутом одержал победу над россиянином Ибрагимом Ибрагимовым. Ибрагимов, получивший 14 безответных ударов по голове, не согласился с решением рефери, начал протестовать и боднул Смолдарева, в результате чего получил в М-1 пожизненную дисквалификацию. В полуфинале Денис Смолдарев должен был драться с представителем Латвии Константином Глуховым, но незадолго до боя из-за серьёзной травмы колена вынужден был отказаться от дальнейшего участия в гран-при.
В 2014 году, восстановившись от травмы, Смолдарев вернулся в смешанные единоборства и провёл ещё четыре боя, в том числе три боя в M-1 Challenge. Техническим нокаутом победил хорвата Анте Делию, затем болевым приёмом «кимура» заставил сдаться украинца Евгения Гурьянова. Имея впечатляющий послужной список из девяти побед без единого поражения, удостоился права оспорить титул чемпиона М-1, который на тот момент принадлежал такому же непобеждённому поляку Марчину Тыбуре. Тыбура, тем не менее, сумел провести удушающий приём сзади и отстоял свой чемпионский пояс. В феврале 2015 года Смолдарев встречался с опытным хорватским бойцом Маро Пераком и победил его в первом же раунде болевым приёмом на руку.

## Личная жизнь
Женат. Помимо занятий единоборствами работает пожарным спасателем.

## Статистика в профессиональном ММА
| Результат | Рекорд | Соперник           | Способ                                    | Турнир                                       | Дата             | Раунд | Время | Место                   | Примечание |
| --------- | ------ | ------------------ | ----------------------------------------- | -------------------------------------------- | ---------------- | ----- | ----- | ----------------------- | ---------- |
| Поражение | 17-10  | Мухомад Вахаев     | Техническим нокаутом (удары)              | ACA 143: Гасанов - Фролов                    | 27 августа 2022  | 1     | 1:23  | Краснодар, Россия       |            |
| Поражение | 17-9   | Дэниел Джеймс      | Техническим нокаутом (удары)              | ACA 136: Букуев - Акопян                     | 26 февраля 2022  | 1     | 1:41  | Москва, Россия          |            |
| Победа    | 17-8   | Михал Мартинек     | Техническим нокаутом (удары)              | ACA 132: Джонсон - Вахаев                    | 19 ноября 2021   | 1     | 0:34  | Минск, Белоруссия       |            |
| Победа    | 16-8   | Руслан Магомедов   | Решением (раздельным)                     | ACA 126: Магомедов - Егембердиев             | 16 июля 2021     | 3     | 5:00  | Сочи, Россия            |            |
| Поражение | 15-8   | Салимгерей Расулов | Техническим нокаутом (добивание)          | ACA 120: Фроес - Хасбулаев                   | 26 марта 2021    | 2     | 2:33  | Санкт-Петербург, Россия |            |
| Победа    | 15-7   | Эльхан Мусаев      | Единогласное решение судей                | ACA 115: Исмаилов - Штырков                  | 13 декабря 2020  | 1     | 5:00  | Москва, Россия          |            |
| Поражение | 14-7   | Алихан Вахаев      | Техническим нокаутом                      | ACA 108: Галиев - Адаев                      | 8 августа 2020   | 1     | 3:01  | Грозный, Россия         |            |
| Поражение | 14-6   | Даниэль Омельянчук | Нокаутом                                  | ACA 101 Варшава                              | 15 ноября 2019   | 1     | 4:40  | Варшава, Польша         |            |
| Победа    | 14-5   | Гианис Арзуманидис | Техническим нокаутом (удары)              | ACA 97 Краснодар                             | 31 августа 2019  | 1     | 3:35  | Краснодар, Россия       |            |
| Поражение | 13-5   | Тони Джонсон       | Сабмишном (удушение ручным треугольником) | ACA 92 Poland                                | 16 февраля 2019  | 1     | 2:42  | Варшава, Польша         |            |
| Поражение | 13-4   | Амир Алиакбари     | Технический нокаут (распятие)             | ACB 83                                       | 24 марта 2018    | 1     | 1:18  | Баку, Азербайджан       |            |
| Победа    | 13-3   | Таннер Бозер       | Единогласное решение судей                | ACB 61                                       | 20 мая 2017      | 3     | 5:00  | Санкт-Петербург, Россия |            |
| Поражение | 12-3   | Михал Андрышак     | Нокаут (удар коленом)                     | ACB 52                                       | 21 января 2017   | 1     | 3:18  | Вена, Австрия           |            |
| Победа    | 12-2   | Кенни Гарнер       | Единогласное решение судей                | M-1 Challenge 69                             | 16 июля 2016     | 3     | 5:00  | Таргим, Россия          |            |
| Поражение | 11-2   | Александр Волков   | Удушение треугольник                      | M-1 Challenge 64                             | 19 февраля 2016  | 3     | 0:41  | Москва, Россия          |            |
| Победа    | 11-1   | Шабан Ка           | Единогласное решение судей                | NOFS: Estonia Cup                            | 4 декабря 2015   | 3     | 5:00  | Таллин, Эстония         |            |
| Победа    | 10-1   | Маро Перак         | Болевой приём узел руки                   | M-1 Challenge 55. Памяти Гурама Гугенишвили  | 21 февраля 2015  | 1     | 3:05  | Тбилиси, Грузия         |            |
| Поражение | 9-1    | Марчин Тыбура      | Удушение сзади                            | M-1 Challenge 53. Битва в Поднебесной        | 25 ноября 2014   | 1     | 3:35  | Пекин, Китай            |            |
| Победа    | 9-0    | Юрий Киселёв       | Болевой приём рычаг локтя                 | NOFS: Number One in Estonia                  | 13 сентября 2014 | 1     | 0:38  | Таллинн, Эстония        |            |
| Победа    | 8-0    | Евгений Гурьянов   | Болевой приём «кимура»                    | M-1 Challenge 48. Битва номадов              | 24 мая 2014      | 1     | 1:19  | Астана, Казахстан       |            |
| Победа    | 7-0    | Анте Делия         | Технический нокаут (отказ от продолжения) | M-1 Challenge 45                             | 28 февраля 2014  | 2     | 2:27  | Санкт-Петербург, Россия |            |
| Победа    | 6-0    | Ибрагим Ибрагимов  | Технический нокаут ударами руками         | M-1 Challenge 39                             | 23 мая 2013      | 1     | 3:13  | Москва, Россия          |            |
| Победа    | 5-0    | Ахмед Султанов     | Единогласное решение судей                | M-1 Challenge 35. Емельяненко против Монсона | 15 ноября 2012   | 3     | 5:00  | Санкт-Петербург, Россия |            |
| Победа    | 4-0    | Денис Комкин       | Раздельное решение судей                  | M-1 Challenge 31. Монсон против Олейника     | 16 марта 2012    | 3     | 5:00  | Санкт-Петербург, Россия |            |
| Победа    | 3-0    | Нияз Сафаров       | Болевой приём рычаг локтя                 | M-1 Challenge 29. Самойлов против Миранды    | 19 ноября 2011   | 1     | 2:10  | Уфа, Россия             |            |
| Победа    | 2-0    | Алик Чейко         | Технический нокаут (травма плеча)         | MMA Raju 5                                   | 29 мая 2010      | 2     | 0:26  | Таллинн, Эстония        |            |
| Победа    | 1-0    | Михаил Васильев    | Технический нокаут (остановка врачом)     | Tallinn Fight Night                          | 19 декабря 2009  | 1     | 0:57  | Таллинн, Эстония        |            |